# Andrés Segovia
Andrés Torres Segovia, Marqués de Salobreña, (født 21. februar 1893 i Linares, Jaén i Andalusien, død 3. juni 1987 i Madrid) var en klassisk guitarist.
Segovia var en fremtrædende og toneangivende person indenfor den klassiske guitarscene i 1900-tallet og bliver af mange betragtet som den moderne klassiske guitars fader. Han havde en lang karriere og han turnerede frem til han var omkring 75 år.
Segovia ville fremme guitar som et klassisk instrument, ikke bare for populærmusikken og folkemusikken. Han optrådte første gang for et publikum i 16-års alderen, og debuterede for alvor i Madrid få år senere, hvor han fremførte musik han havde transskriberet fra Francisco Tárrega og Johann Sebastian Bach. I modsætning til hvad der den gang var normalt, spillede Segovia med en kombination af fingerneglene og fingerspidserne, og ikke kun fingerspidserne, hvilket gav ham en skarpere lyd sammenlignet med andre klassiske guitarister. Dette har influeret mange, og således benytter de fleste klassiske guitarister i nyere tid sig af denne teknik. 

## Priser og udmærkelser
Han blev den 24. juni 1981 adlet af kong Juan Carlos for sine bidrag til kunst og musik og fik adelstittelen Marqués de Salobreña.
Han har modtaget en række internationale priser, blandt andet:
- 1974 – Léonie Sonnings Musikpris
- 1985 – Ernst von Siemens' musikpris
- 1986 – Grammy Award